# سباستیانو لوپرتو

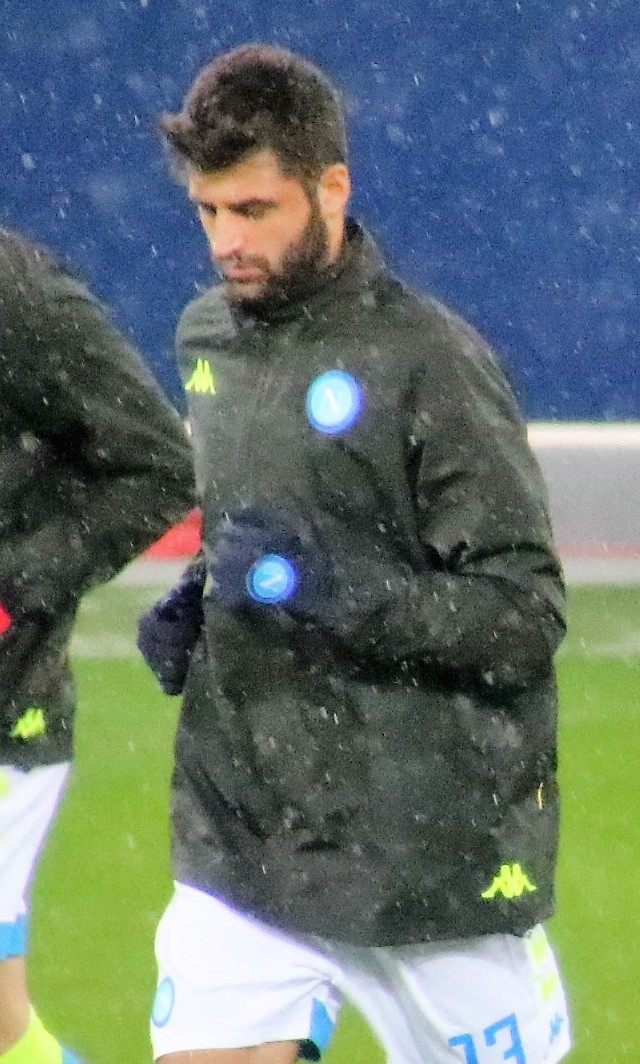
سباستیانو لوپرتو در سال ۲۰۱۹

سباستیانو لوپرتو (ایتالیایی: Sebastiano Luperto؛ زادهٔ ۶ سپتامبر ۱۹۹۶) بازیکن فوتبال اهل ایتالیا است.

## باشگاهی
از باشگاه‌هایی که در آن بازی کرده‌است می‌توان به ناپولی، پرو ورچلی، امپولی و کروتونه  اشاره کرد.